# Leticia (Amazones)
Leticia és una ciutat ubicada a l'extrem sud de Colòmbia. És la capital del Departament d'Amazones. Tot i estar allunyada dels principals centres urbans del país, sense comunicació per carretera, constitueix un nexe comercial important amb Brasil, a causa de la seva situació de ciutat limítrofe sobre el riu Amazones i propera a la cruïlla fronterera amb Perú i Brasil. Amb el primer país és fronterer amb la població de Santa Rosa i amb Brasil fa frontera amb Tabatinga.
Actualment arreplega gairebé el 60% de la població del departament, la major part indígena de diverses comunitats, com ara els Huitotos, inga, Tucanos, Ticunes i Nukaks.
La ciutat té un gran creixement demogràfic, i tècnicament forma una sola ciutat amb el municipi brasiler de Tabatinga.

## Demografia i etnografia
Molts dels habitants de Leticia són indígenes. La majoria són de les següents ètnies:
- Huitotos
- Yagües
- Tucans
- Ticunes
- Camses
- Ingues

## Història
La zona de l'actual Leticia ha estat habitada per humans des d'almenys entre 8000 i 10000 anys. La zona ha estat investigada per l'arqueòleg Donald Lathrap, entre d'altres. Aquest afirma que alguns dels grups ètnics que Cristòfor Colom va trobar quan va arribar al continent Americà eren arauacs, que teòricament eren descendents dels habitants de la ribera del Gran Riu.
Després de la independència de Colòmbia, al voltant de la dècada del 1850, colons colombians van anar cap als boscos amazònics per a buscar plantes medicinals. A finals del segle xix, després que les cincones fossin plantades a Àsia, va acabar la bonança de la regió. El cautxú va passar a ser el principal element d'exportació de la regió després de la invenció de l'automòbil. Tot i això, l'auge econòmic que va comportar l'explotació del cautxú, va comportar conseqüències molt negatives per als indígenes de la regió. Es creu que quatre cinquenes parts dels indígenes que habitaven a les zones productores de cautxú de Colòmbia foren aniquilats entre principis del segle XX i el 1917, quan el preu d'aquest producte va decaure després que els anglesos en fessin plantacions a Àsia.
El 25 d'abril se celebra l'aniversari de Leticia: commemora la fundació d'una petita aldea al territori peruà anomenada San Antonio. Tot i això, anteriorment s'hi havia fundat el Fort Ramón de Castilla, que servia de frontera amb el territori de l'Imperi Portuguès. Quan Colòmbia va aconseguir la jurisdicció sobre la regió coneguda amb el nom de Trapeci Amazònic, es va començar a conformar el centre urbà de Leticia.
El 1927 es va signar el Tractat Salomón Lozano entre Colòmbia i Perú, en la que la primera acordava a cedir territoris de la riba sud del Riu Putumayo, en la que històricament hi havia presència peruana a canvi de la jurisdicció sobre un tros de la riba del riu Amazones.
Degut a la seva llarga distància amb Bogotà (1100 km) i al seu aïllament, ja que només és accessible des de la resta de Colòmbia per la via aèria la ciutat de Leticia va créixer molt menys que la seva veïna Iquitos, accessible per via fluvial des de la resta del Perú i només hi vivien uns pocs funcionaris públics enviats des de Bogotà. Poc després que Colòmbia prengués possessió de Leticia, el govern colombià va començar a tenir advertències d'agressions de peruans. Això va fer que el govern colombià va evacuar el contingent militar i policíac del poble, ja que no els podia proporcionar reforços.

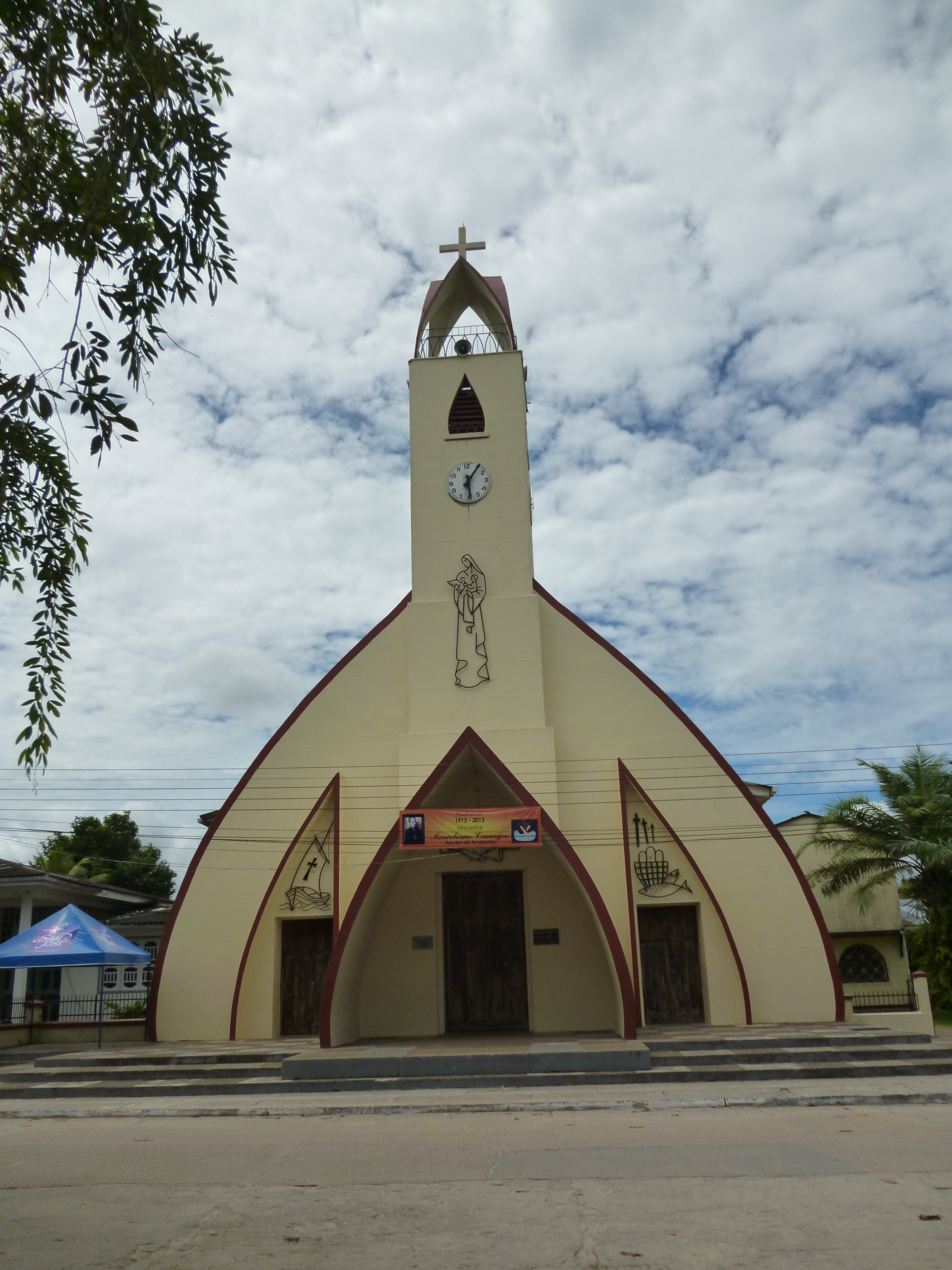
Església de la Pau, Leticia

El mes de setembre de 1932 uns peruans van travessar el Gran Riu i van envaïr Leticia sense cap baixa documentada, ja que els colombians van travessar el riu i es van refugiar a la població de Benjamin Constante, al Brasil. El president peruà, Sánchez Cerro va dir que no havia estat una invasió, si no que la violació territorial havia estat feta per civils. Com que Colòmbia no tenia exèrcit naval ni aeri, va fer demanar als Estats Units d'Amèrica que vetllés per la resolució del conflicta, però el president peruà, es va posar al costat dels seus compatriotes de la regió, cosa que feia semblar que la possessió de facto peruana del recent territori colombià perduraria més temps. Tot i això va sorgir a Colòmbia un sentiment d'orgull nacional que va reivindicar el seu territori amazònic.

## Infraestructures

### Vies de Comunicació

#### Aèries
Hi ha dues rutes aèries comercials que connecten Leticia i la Regió Tri-fronterera al món:
- A Colòmbia, hi ha servei aeri diari Bogotà-Leticia proveït per LAN Colòmbia i Avianca, que operen a l'Aeroport Internacional Alfredo Vásquez Cobo. Entre Bogotà i Letícia el vol dura una hora i quaranta-cinc minuts.
- A Brasil hi ha connexió Manaus - Tabatinga. La companyia aèria Azul Linhas Aéreas Brasileiras hi té vols regulars. També hi ha vols xàrter des de l'Aeroport de Tabatinga a Iquitos, Yurimaguas, Caballococha, Contamana, Pucallpa i Tarapoto (Perú).

#### Terrestres

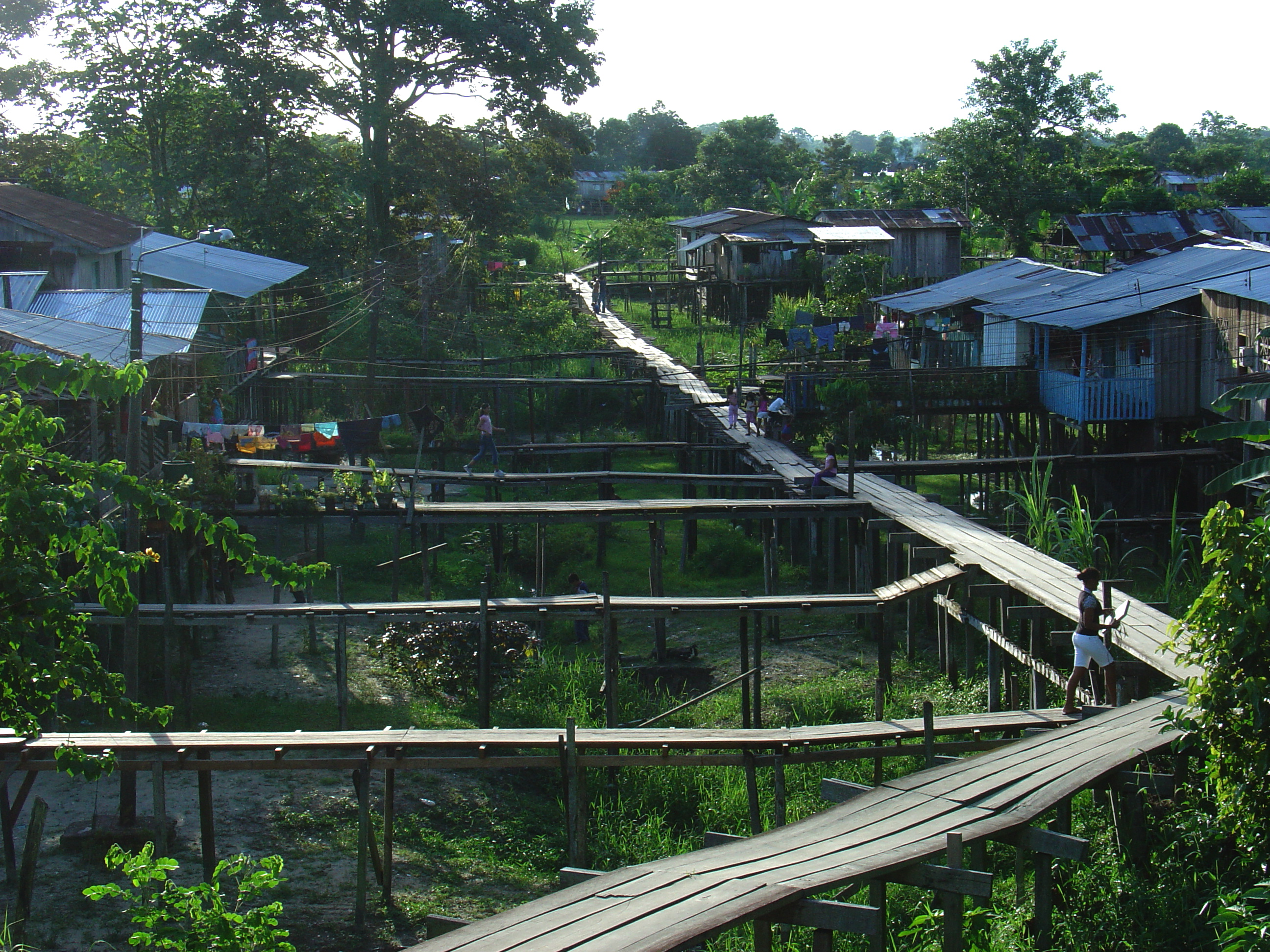
Cases de Leticia

Als carrers de Leticia només hi ha taxis, microbusos col·lectius i mototaxis. El principal mitjà de transport de la ciutat és la motocicleta. A més a més, la ciutat té un tram de 18 km de la ruta nacional 85, de la qual hi ha el projecte que arribi fins a Tarapacá.

#### Fluvials
Es pot arribar a Leticia pel Gran Río. Amb un ràpid, s'arriba a Leticia des d'Iquitos en unes dotze hores i des de Manaus s'hi arriba en unes trenta-sis hores.

## Educació

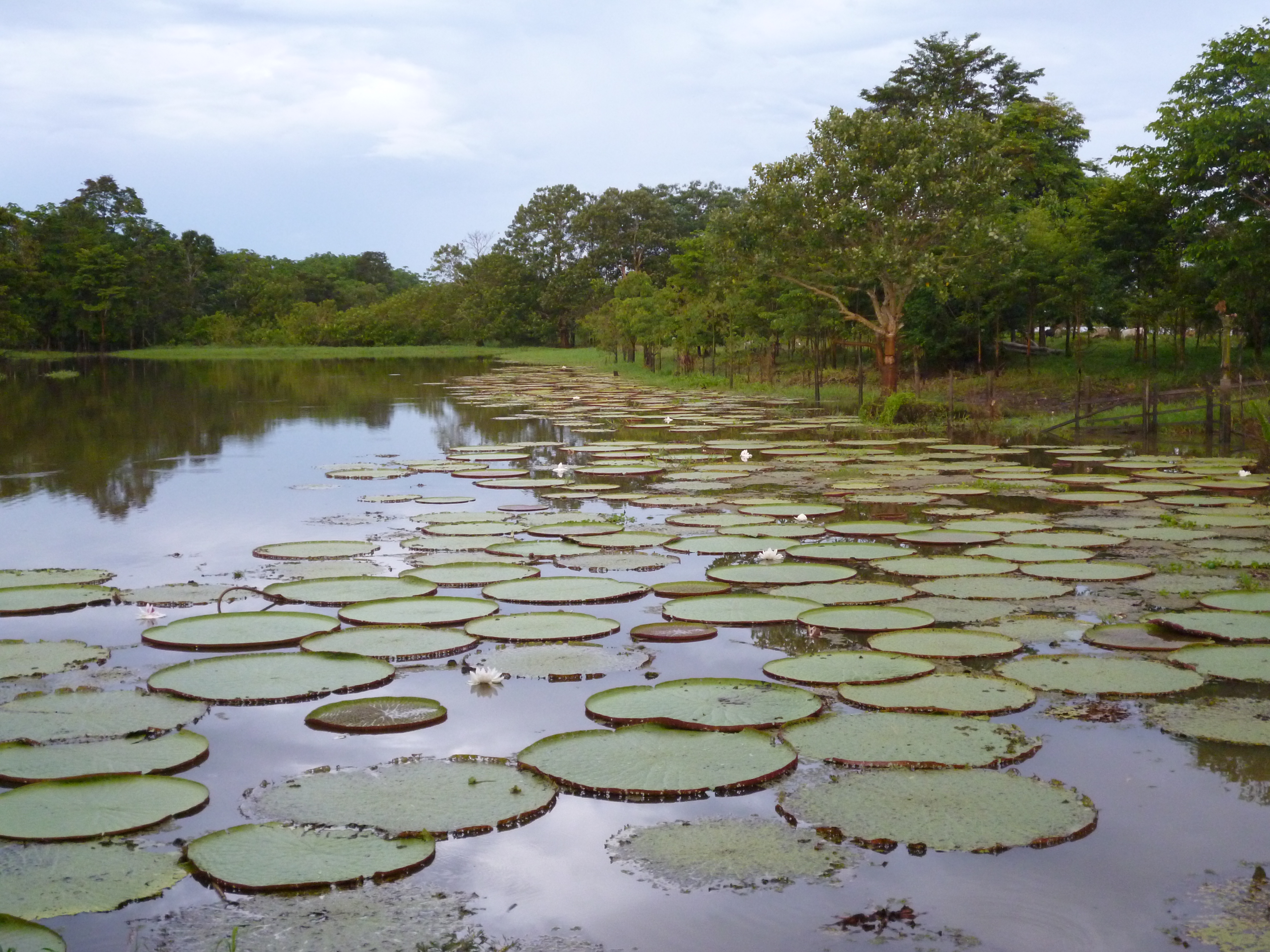
Victoria regia a Leticia

Leticia és un centre educacional de l'amazonia i l'orinoquia colombiana i s'hi pot estudiar a tots els nivells, des de preescolar al nivell universitari.
A Leticia hi ha les universitats:
- Universidad Nacional de Colombia (Seu Amazonia)[3]
- Universidad Antonio Nriño (UAN)
- Universidad Nacional Abierta y a Distancia (UNAD)

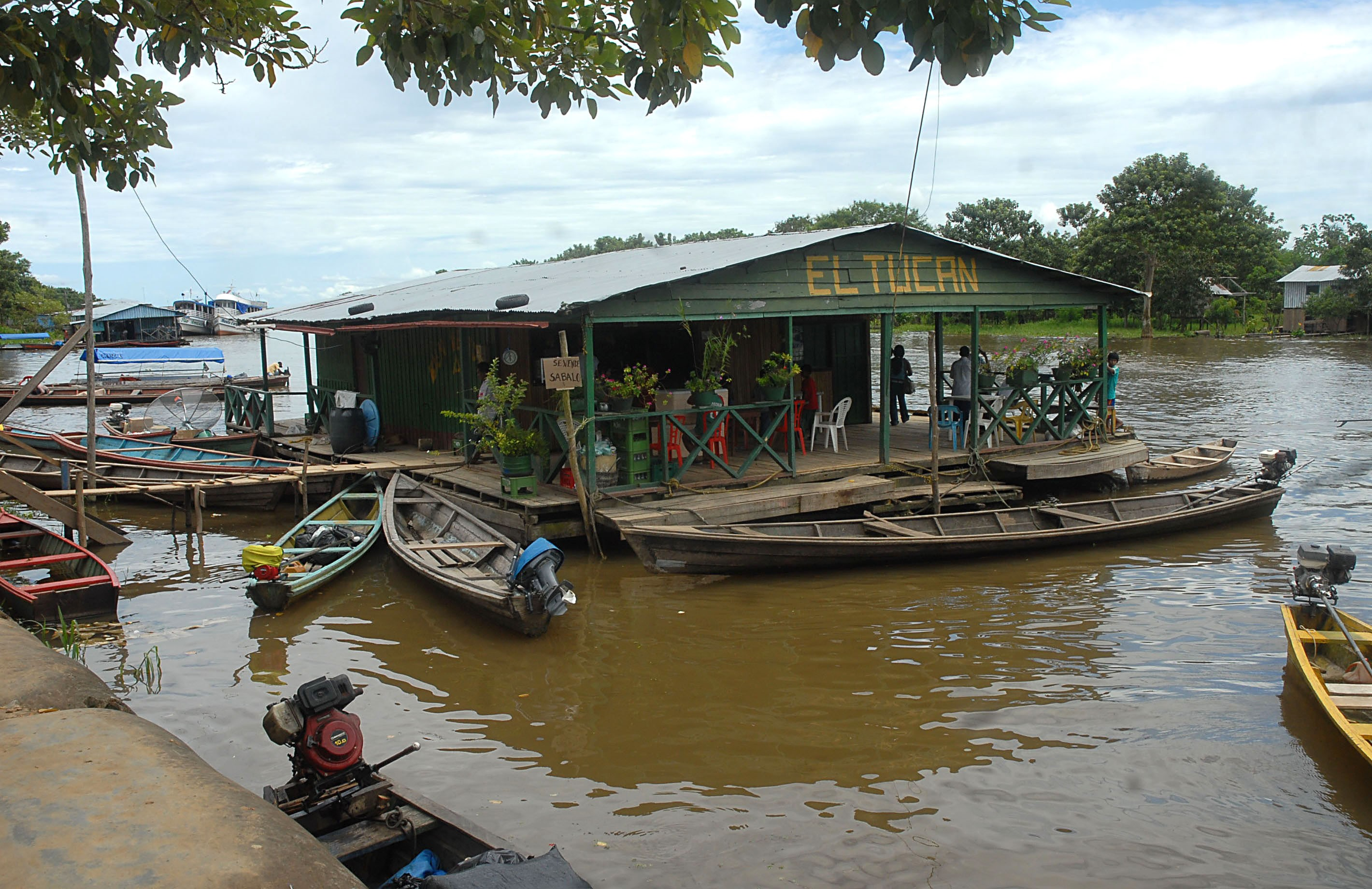
Port de Leticia

- Universidad de la Amazonia

## Economia
El municipi té la terra molt fèrtil i s'hi cultiva arròs, plàtan, blat de moro i iuca. A més també hi ha silvicultura, pesca, turisme i comerç fronterer.

## Turisme

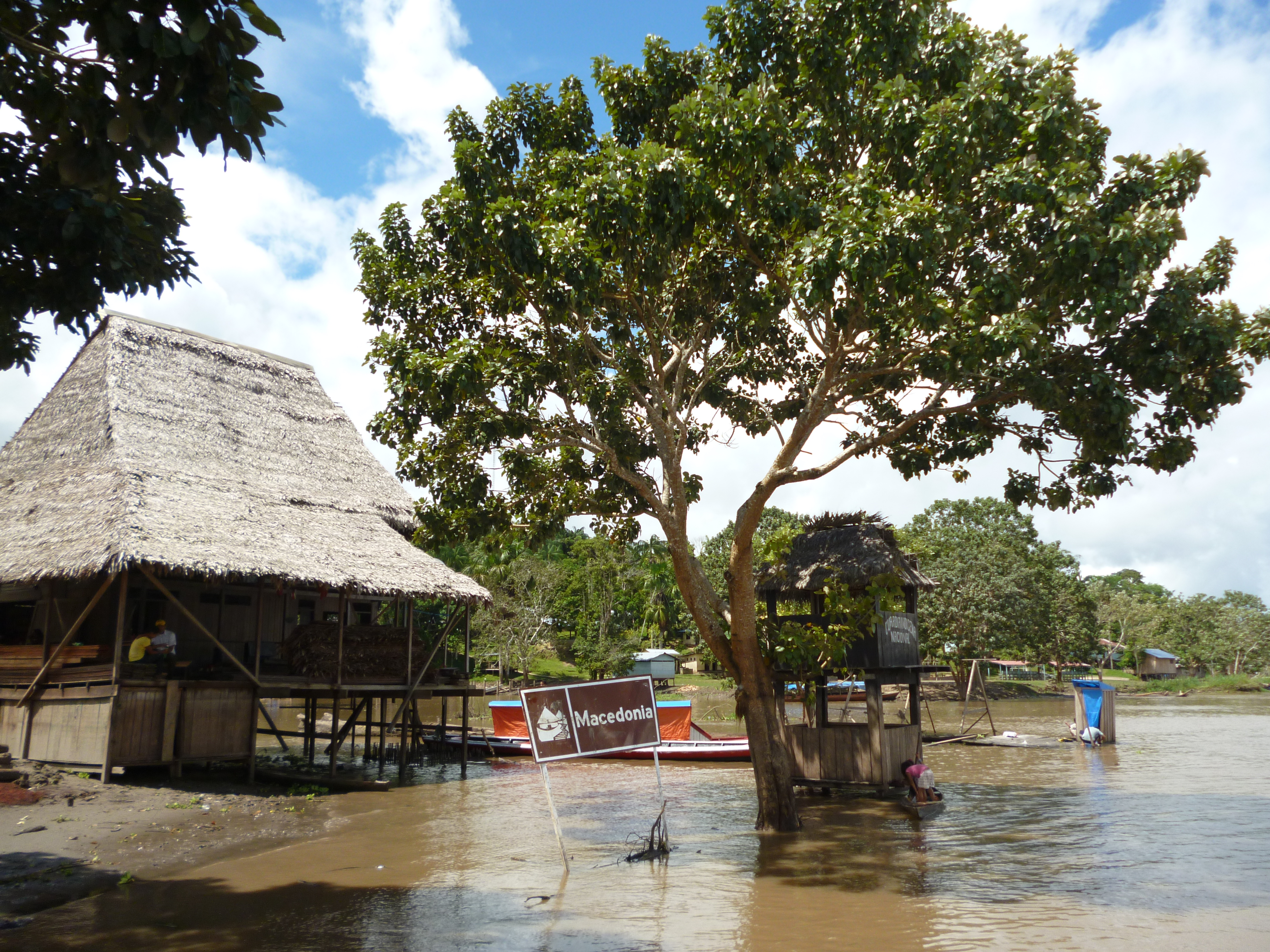
Caseriu de Macedonia, Leticia

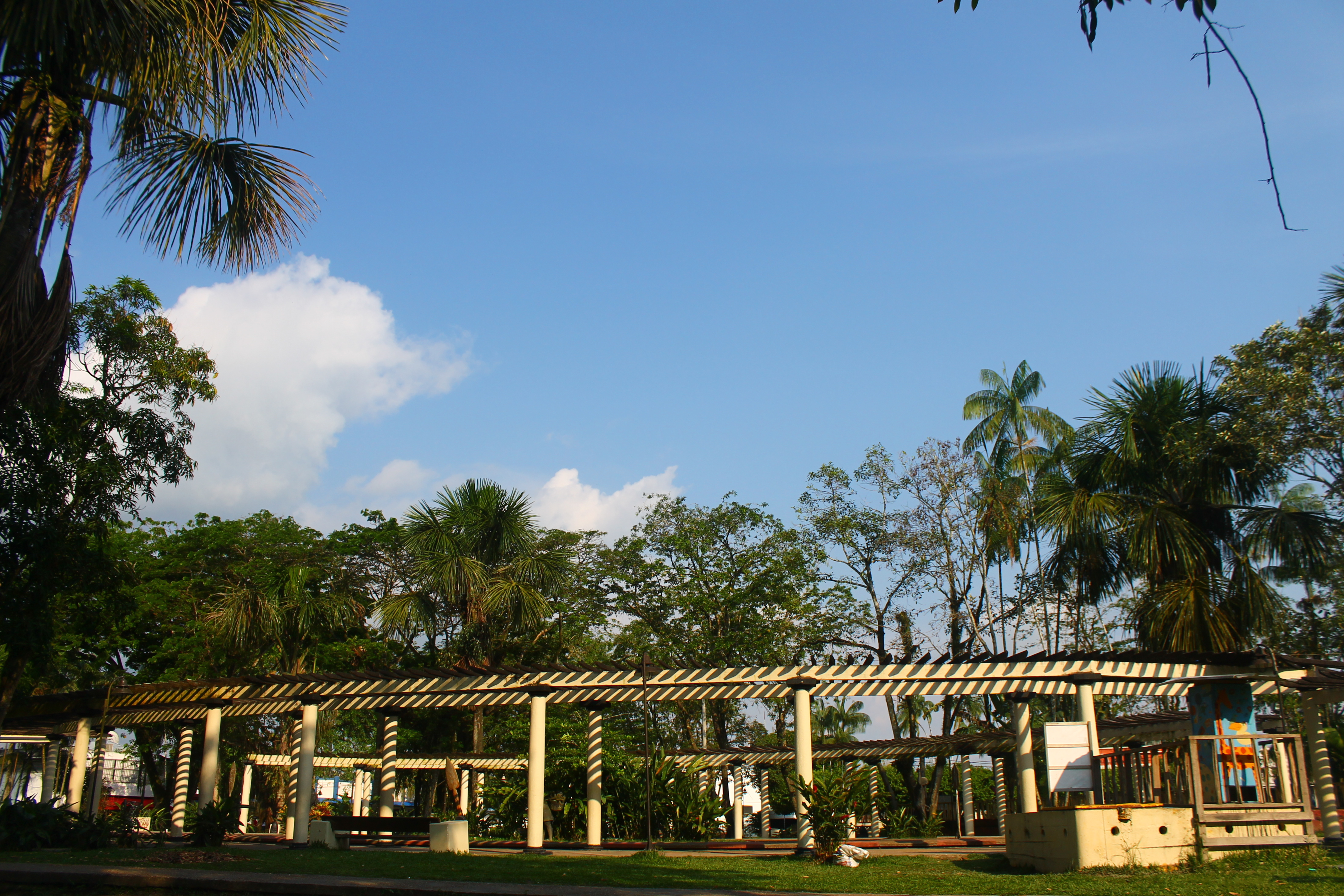
Parc Santander, a Leticia

Els principals atractius turístics de Leticia i la regió són:
- Parc nacional natural Amacayacu
- Parc nacional natural Cahuinari
- Illa dels Micos
- Llac Yahuarcacas
- Llac Tarapoto
- Port Nariño
- San Martín
- Llac Sagrat de Cocama
- Comunitat Ticuna
- Comunitat Yagua La Libertad
- Parc Temàtic i Ecològic Món Amazònic
- Parc Natural La Manigua

## Cultura

### Gastronomia

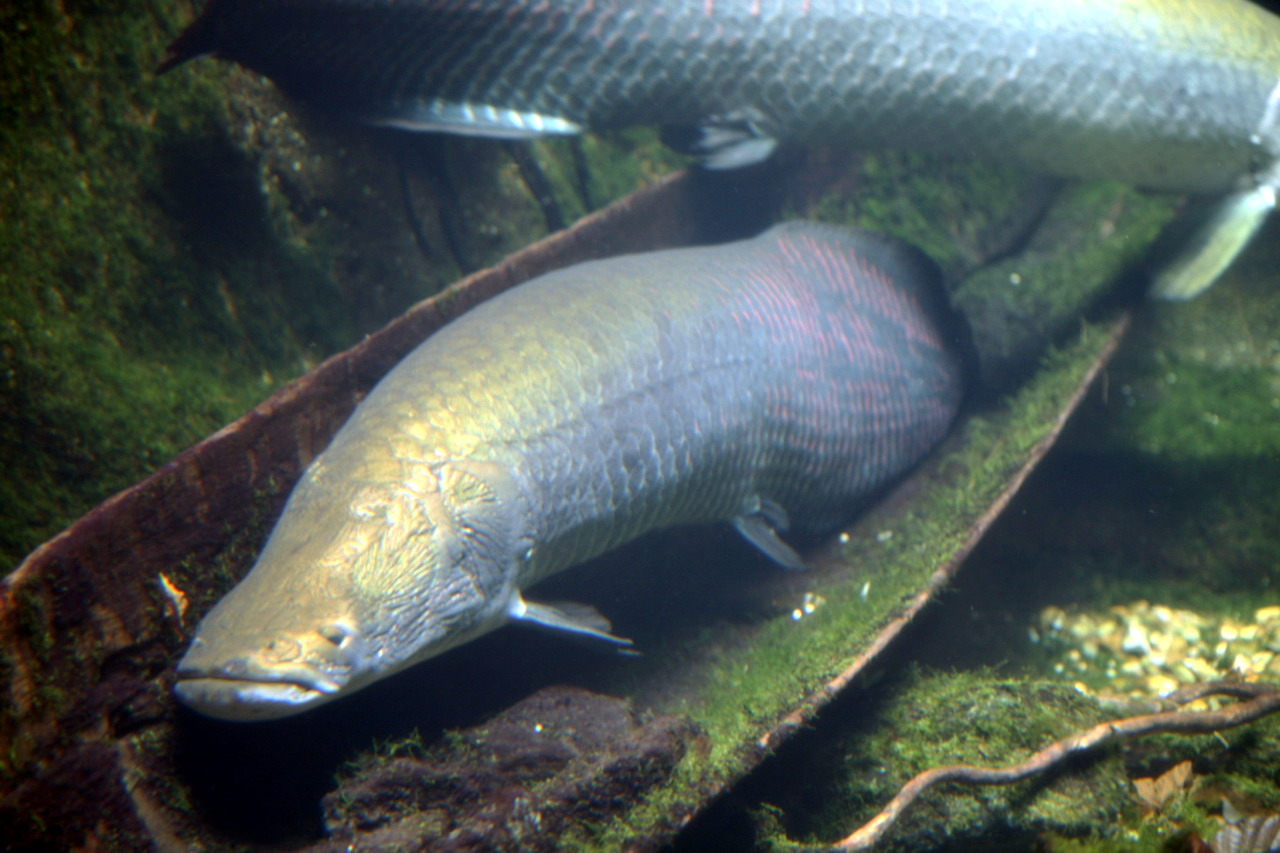
Arapaima gigas

Alguns dels principals plats de la regió són fets a base de peixos com la gamitana, l'arapaima, la dorada i el tucunaré. El caldo de tumba-cama, també és famós. Com a condiments hi ha el cazabe (fet de iuca brava, que és verinosa). Les fruites principals són el plàtan i fruites exòtiques com l'arazà, el copoazú i l'anó amazònic.

## Àrea metropolitana de Leticia-Tabatinga

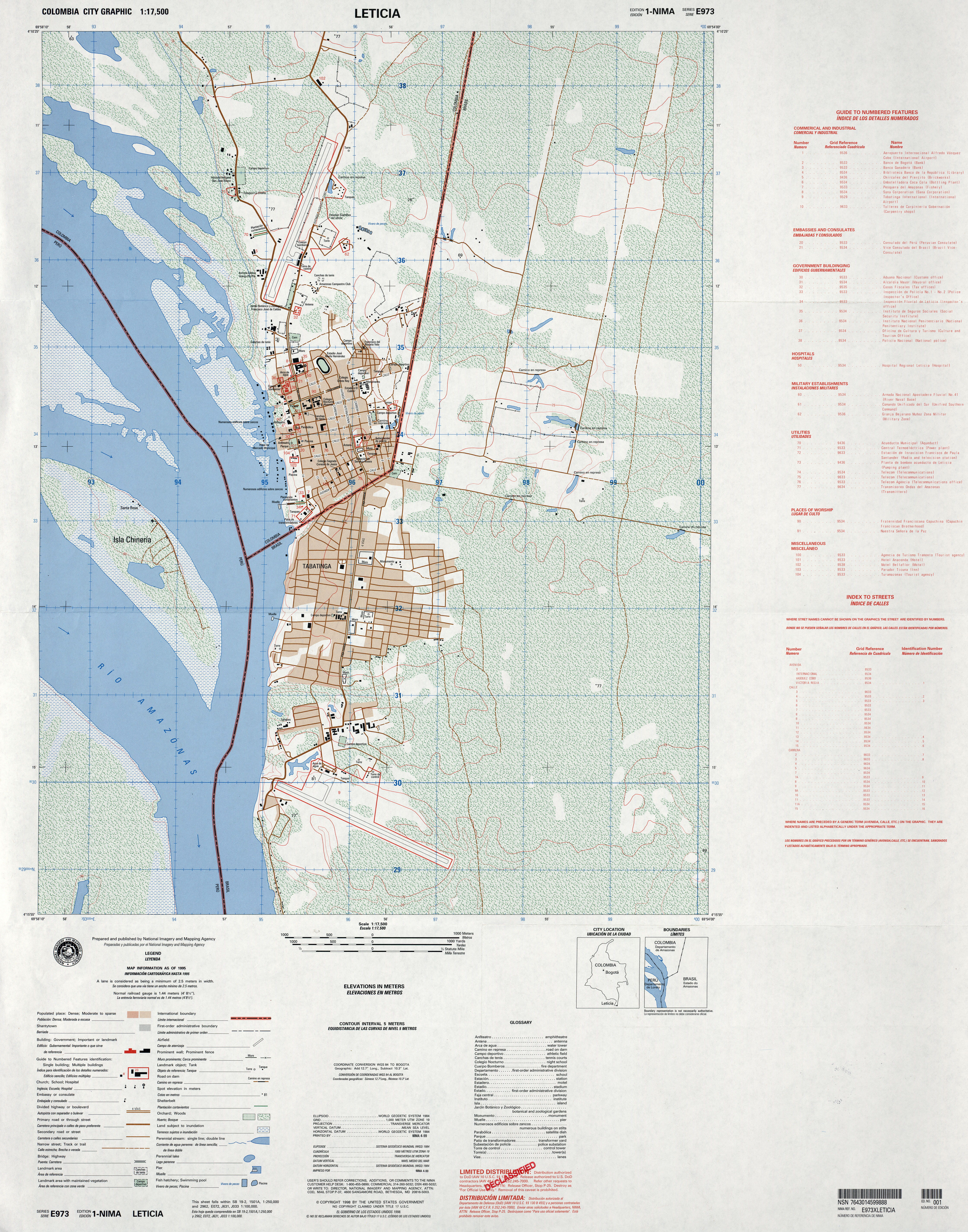
Plànol de les dues ciutats

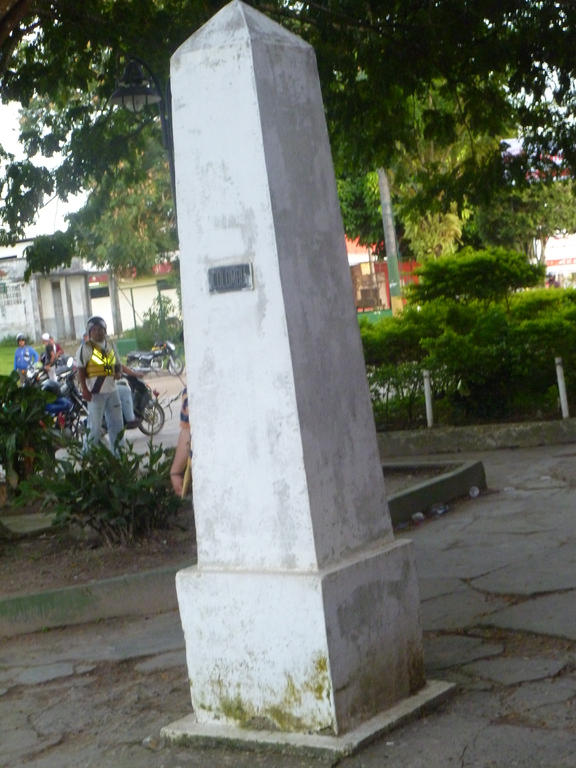
Punt fronterer de Leticia-Tabatinga

Les dues ciutats també es coneixen com les "ciutats bessones", ja que entre elles hi ha molts intercanvis comercials i poblacionals i la seva llengua franca és el "portunyol", que s'entén a ambdues. A més a més, la seva economia està intrínsecament relacionada i les persones que les habiten utilitzen tant la divisa colombiana com la brasilera.
Tot i que la regió es coneix com la Fita tripartita, ja que està a la frontera entre els tres països més grans de la regió amasònica, la relació amb el Perú és mínima i la seva moneda és poc utilitzada. Leticia i Tabatinga estan comunicades per una via internacional coneguda com l'avinguda internacional a Colòmbia i com l'avenida da amizade al Brasil. El seu pas és lliure i no fa falta el passaport. El pas entre ambdues és lliure excepte els dies de les eleccions als dos països. Per a passar al Perú cal travessar el riu fins a Santa Rosa de Yavarí, en un trajecte que dura deu minuts.
Leticia i Tabatinga són contigües i conformen una única ciutat. La seva zona metropolitana té poc més de 100.000 habitants.
- Tabatinga, Brasil
- Manaus, Brasil
- Florència, Colòmbia
- Iquitos, Perú
- Caballococha, Perú
- Tarapoto, Perú
- Pucallpa, Perú
- Chiclayo, Perú